# Annuaire immobilier

## Répertoires immobiliers
Un annuaire immobilier est un site web qui répertorie de l'immobilier selon différentes catégories et régions.
Ce type de répertoire internet est parmi les annuaires Web les plus fréquentés au monde[réf. nécessaire]. Des millions d'utilisateurs du web les consulte à chaque mois afin d'acheter, de louer ou bien de vendre de l'immobilier en ligne.

## L'utilité d'un annuaire immobilier
Il existe de nombreux annuaires immobilier sur le web qui se spécialise dans l'achat, la location et la vente de d'immobilier. Parmi ceux-ci, certains se spécialisent dans la vente d'immobilier sur un continent en entier.
Un annuaire immobilier est indispensable pour la visibilité d'un bien immobilier à vendre ou simplement pour magasiner une maison, un condo, un duplex, un appartement ou un local. Depuis 2001, plus de 60 % des ventes d'immobilier se font via un annuaire immobilier[réf. nécessaire]. De plus, cela permet de comparer les prix très rapidement et sans se déplacer. Si la tendance se maintient, ce chiffre ne fera qu'augmenter au cours des prochaines années, au détriment des agents immobiliers.
L'annuaire immobilier a pour but premier de regrouper les sites à thématique immobilière afin de faciliter la recherche des internautes et leur proposer d'un simple clic tous les professionnels d'un lieu géographique précis. Une personne ayant un projet immobilier pourra ainsi trouver tous les professionnels nécessaires à sa réalisation, généralement classés par cœur de métier et par région ou département.
Certains annuaires sont payants puisqu'ils proposent un service en ligne, d'autres demeurent gratuits et sont généralement privilégiés par les internautes.